# Excalibur, l'épée magique
Pour les articles homonymes, voir Excalibur (homonymie).
Pour plus de détails, voir Fiche technique et Distribution.
Excalibur, l'épée magique ou La Légende de Camelot au Québec (Quest for Camelot) est un film d'animation américain réalisé par Frederik Du Chau en 1998.
Le film suit Kayley qui est la fille de lady Juliana et de sir Lionel, un des chevaliers de la Table ronde qui a été tué dix ans auparavant en défendant le Roi Arthur, dans un affrontement contre sir Ruber, un autre chevalier avide de pouvoir. Ruber rêve de s'emparer d'Excalibur, l'épée magique du roi, pour asseoir son pouvoir sur le royaume. Il envoie donc son griffon voler Excalibur, mais celui-ci la perd en vol. Ruber change ses plans et décide alors de prendre la mère de Kayley en otage, et de l'utiliser pour pouvoir s'infiltrer à Camelot. Il envisage ainsi de vaincre le roi, désormais privé de son arme invulnérable, et de prendre sa place. Kayley part de son côté à la recherche d'Excalibur, et au cours de son long voyage, elle rencontre des amis : l'ermite aveugle Gareth, et les dragons siamois Devon et Cornouailles. Ensemble il feront tout pour retrouver Excalibur et sauver Camelot.

## Synopsis
Au Moyen Âge, le royaume de Camelot vit en paix et dans la prospérité depuis que le roi Arthur a réussi à extraire de la roche l'épée magique Excalibur. Parmi ses Chevaliers de la Table Ronde, Sir Lionel, le plus jeune et le plus fidèle raconte la légende à sa fille Kayley qui rêve de devenir chevalier malgré la volonté de sa mère, Lady Juliana, qui pense que les femmes ne peuvent pas devenir chevalier.
Un jour, Sir Lionel et les autres chevaliers sont appelés à Camelot pour recevoir une récompense pour leurs services. L'un d'eux, le perfide seigneur Ruber, revendique plus de terre que tous ses compagnons sans se sentir obligé de donner quoi que ce soit au peuple ; les chevaliers s’opposent à son idée. Ruber se rebelle alors et tente de tuer le roi, mais Arthur est sauvé grâce au pouvoir magique d'Excalibur. Ruber, blessé, s'enfuit en promettant qu'un jour il s'emparera de l'épée et du royaume ; cependant, Sir Lionel est tué durant le conflit. Aux funérailles de Sir Lionel à la ferme de Lady Juliana, Arthur lui rend hommage pour sa loyauté, et assurer au passage que Lady Juliana et Kayley seront toujours les bienvenues à Camelot. Depuis, Kayley s’entraîne pour devenir chevalier tout en travaillant à la ferme.
Dix ans plus tard, le griffon de Ruber attaque Camelot et vole Excalibur, blessant le roi Arthur au passage. Mais le faucon de compagnie de Merlin, Ayden, attaque le griffon jusqu’à faire tomber l'épée dans la Forêt Interdite. Le Griffon est chassé par les arbres sensibles de la forêt. Lorsque Kayley entend la nouvelle, elle prévoit de chercher Excalibur elle-même mais sa mère s’oppose à cette idée. Ruber attaque la ferme avec son armée de barbares et capture Kayley et Juliana, prévoyant de se servir d’elles pour entrer à Camelot. Il utilise une potion de sorcière pour fusionner ses hommes de main avec leurs armes et un coq nommé Brise-bec pendant que Kayley réussit à s’échapper. Peu de temps après, le griffon rejoint l'armée de Ruber et avertit son seigneur de la perte d'Excalibur. Après avoir entendu leurs conversations, Kayley se dirige vers la forêt interdite, poursuivie par les hommes d'acier et Brise-bec. 
Une fois arrivée à la forêt interdite, Kayley est sauvée par Garrett, un ermite aveugle, et Ayden. Ils décident de chercher ensemble Excalibur avec Kayley. Ruber apprend cela de Brise-bec et décide de les suivre afin de s’emparer d’Excalibur. Kayley et Garrett rencontrent un dragon à deux têtes nommé Devon et Cornouailles, dont les deux ne peuvent pas se supporter et rêvent d'être séparés, les deux dragons sont incapables de voler ou de cracher du feu. Ils cependant réussissent à échapper à un groupe de dragons géants et à celui de Ruber, et Devon et Cornouailles se joignent à leur quête. Au cours d'une nuit de repos (à la grande réticence de Kayley), Garrett révèle qu'il était autrefois le garçon d'écurie du roi Arthur, qui voulait être chevalier jusqu’à ce qu’il devient aveugle lorsqu’il a été assommé par une cheval en voulant le sauver d'un incendie. Après l'incident, Sir Lionel croyait toujours en Garrett, et le format personnellement pour l’aider à surmonter son handicap. Il montre à Kayley un moyen de se défendre; et les deux jeunes commence à développer des sentiments l’un pour l’autre.
Le lendemain, ils ne trouvent que le fourreau d'Excalibur dans une empreinte géante. Les plaintes de Kayley font manquer à Garrett le signal d'Ayden, et il est blessé par l'un des hommes de Ruber. Kayley utilise les arbres sensibles pour piéger Ruber et ses hommes, et escorte Garrett dans une grotte isolée où elle utilise une plante de guérison pour guérir sa blessure. Kayley et Garrett se réconcilient et avouent leur amour mutuelle. Le lendemain, le groupe entre dans une grotte géante où un ogre rocheux tient Excalibur, l'utilisant comme cure-dent. Ils arrachent Excalibur au monstre et fuient Ruber dans le processus.
Ils atteignent la limite de la forêt, mais Garrett décide de rester derrière, affirmant qu'il n'a pas sa place à Camelot, et donne Excalibur à Kayley. Ruber capture Kayley, prend Excalibur et le fusionne avec son bras droit grâce à la potion. Il emprisonne Kayley dans le wagon avec Juliana. Devon et Cornouailles partent avertir Garrett en volant inconsciemment. En retrouvant Garret, celui-ci devine que leur incapacité à voler et à cracher du feu est due à leur dispute. Les deux dragons décident donc de s’entendre pour sauver Kayley et emmènent Garrett avec eux à Camelot. 
Une fois à l’intérieur de Camelot, Brise-bec, honteux, libère Kayley de ses cordes pour qu’elle puisse avertit les gardes du piège de Ruber et de ses hommes d'acier. Garrett, Devon et Cornouailles arrivent peu de temps après et viennent à son secours. Kayley et Garrett entrent dans le château tandis que Devon et Cornouailles sauvent Ayden du Griffon en enflammant la créature.
À l'intérieur, Kayley et Garrett trouvent Ruber essayant de tuer Arthur avec Excalibur, se réjouissant de la puissance qu'il possède maintenant. Ils interviennent et trompent Ruber pour qu'il coince Excalibur dans la pierre, provoquant la désintégration de sa magie et ramènant tout le monde à la normale. Devon et Cornouailles se retrouvent séparés, mais les deux décident de se retrouver à nouveau ensemble. 
Avec Camelot restauré à son ancienne gloire, Kayley et Garrett se marient quelque temps après et deviennent tous deux Chevaliers de la Table Ronde avant de partir ensemble.

## Fiche technique
- Titre original : Quest for Camelot
- Titre français : Excalibur, l'épée magique
- Titre québécois : La Légende de Camelot
- Réalisation : Frederik Du Chau
- Scénario : Kirk De Micco, William Schifrin, Jacqueline Feather et David Seidler
- Production : Dalisa Cohen, Andre Clavel, Zahra Dowlatabadi
- Musique : Patrick Doyle, David Foster, Ray Anthony, Leonard Auletti, Céline Dion
- Montage : Stanford C. Allen
- Durée : 86 minutes
- Pays :  États-Unis
- Langue de tournage : anglais
- Société de distribution : Warner Bros
- Format : 35mm - 1,85:1 - Dolby Digital - DTS
- Date de sortie en France : 14 octobre 1998
- Budget : 40 000 000 $

## Distribution

### Voix originales
- Jessalyn Gilsig : Kayley
  - Andrea Corr : Kayley (chant)
- Cary Elwes : Garrett
  - Bryan White : Garrett (chant)
- Gary Oldman : Ruber
- Eric Idle : Devon
- Don Rickles : Cornouailles
- Jane Seymour : Juliana
  - Céline Dion : Juliana (chant)
- Pierce Brosnan : King Arthur
  - Steve Perry : King Arthur (chant)
- Bronson Pinchot : Griffin
- Jaleel White : Bladebeak
- Gabriel Byrne : Lionel
- John Gielgud : Merlin
- Frank Welker : Ayden
- Sarah Freeman : Kayley enfant
- Michael Freed (non crédité)
- Linda Harmon (chant, non crédité)
- Jessica Marshall-Gardiner : Lynnit (non crédité)
- Jack Angel, Joe Baker, Bob Bergen, Rodger Bumpass, Philip L. Clarke, Shellagh Cullen, Kenneth Danziger, Jennifer Darling, Fiona Dwyer, Paul Eiding, Fionnula Flanagan, Jean Gilpin, Jess Harnell, Sherry Lynn, Danny Mann, Mickie McGowan, Al Roker, Carole Jeghers, Kath Soucie : voix additionnelles

### Voix françaises
- Julie Turin : Kayley
  - Bénédicte Lécroart : Kayley (chant)
  - Kelly Marot : Kayley enfant
- Alain Chabat : Devon et Cornouailles
- Emmanuel Curtil : Garrett
  - Michel Chevalier : Garett (chant)
- Emmanuel Jacomy : le roi Arthur
  - Daniel Beretta : le roi Arthur (chant)
- Jean Barney : sir Lionel
- Marc Alfos : sir Rubber
  - Vincent Grass : sir Rubber (chant)
- Éric Métayer : le griffon
- Michel Mella : Brise-Bec
- Évelyn Séléna : lady Juliana
  - Nathalie Ménardais : lady Juliana (chant)
- Jacques Chevalier : Merlin

## Chansons du film
1. Looking Through Your Eyes - LeAnn Rimes
2. Moi je vis seul - Steve Perry (Garrett)
3. Mother's Prayer - Céline Dion (Juliana)
4. The Prayer - Céline Dion & Andrea Bocelli
5. United We Stand - Steve Perry & Chorale
6. Les ailes de mon père - The Corrs (Kayley)
7. Je vois tout ça dans tes yeux - The Corrs & Bryan White (Garrett et Kayley)
8. Ruber - Gary Oldman (Sir Ruber)
9. I Stand All Alone - Bryan White
10. Si je ne t'avais pas - Eric Idle & Don Rickles (Devon et Cornouailles)
11. Dragon Attack/Forbidden Forest (BO)
12. The Battle (BO)
13. Looking Through Your Eyes (BO)
14. The Prayer - Andrea Bocelli

## Adaptation en jeu vidéo
Quest for Camelot est un jeu vidéo adapté du film sorti en 1998 sur Game Boy Color mais qui n'a pas eu de succès car loin d'être fidèle au film.